# VEB Uhrenwerk Weimar

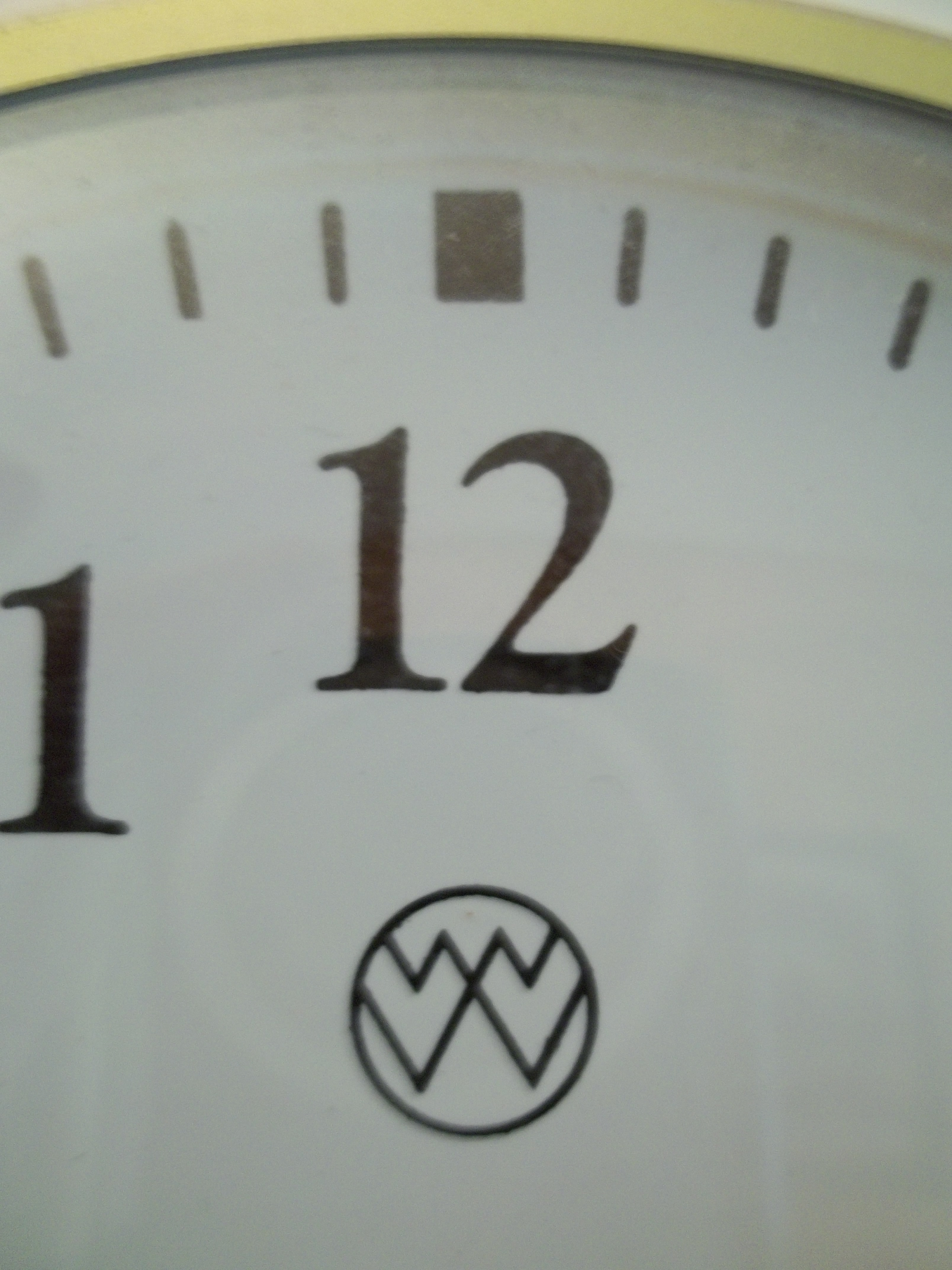
Das speziell gestaltete «W» als Bildmarke des Herstellers VEB Uhrenwerk Weimar seit den 1950er Jahren

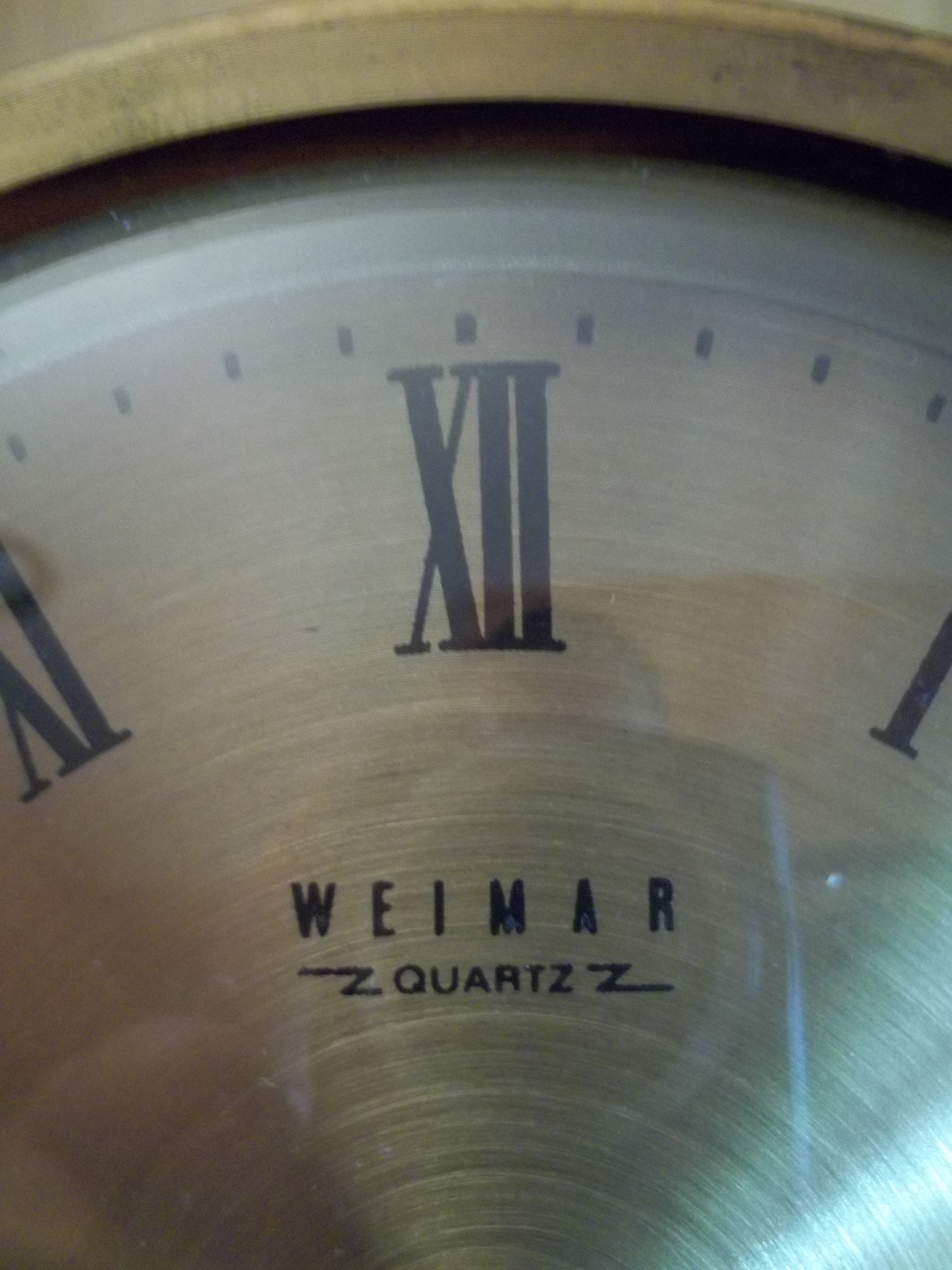
Wortmarke WEIMAR des Herstellers VEB Uhrenwerk Weimar

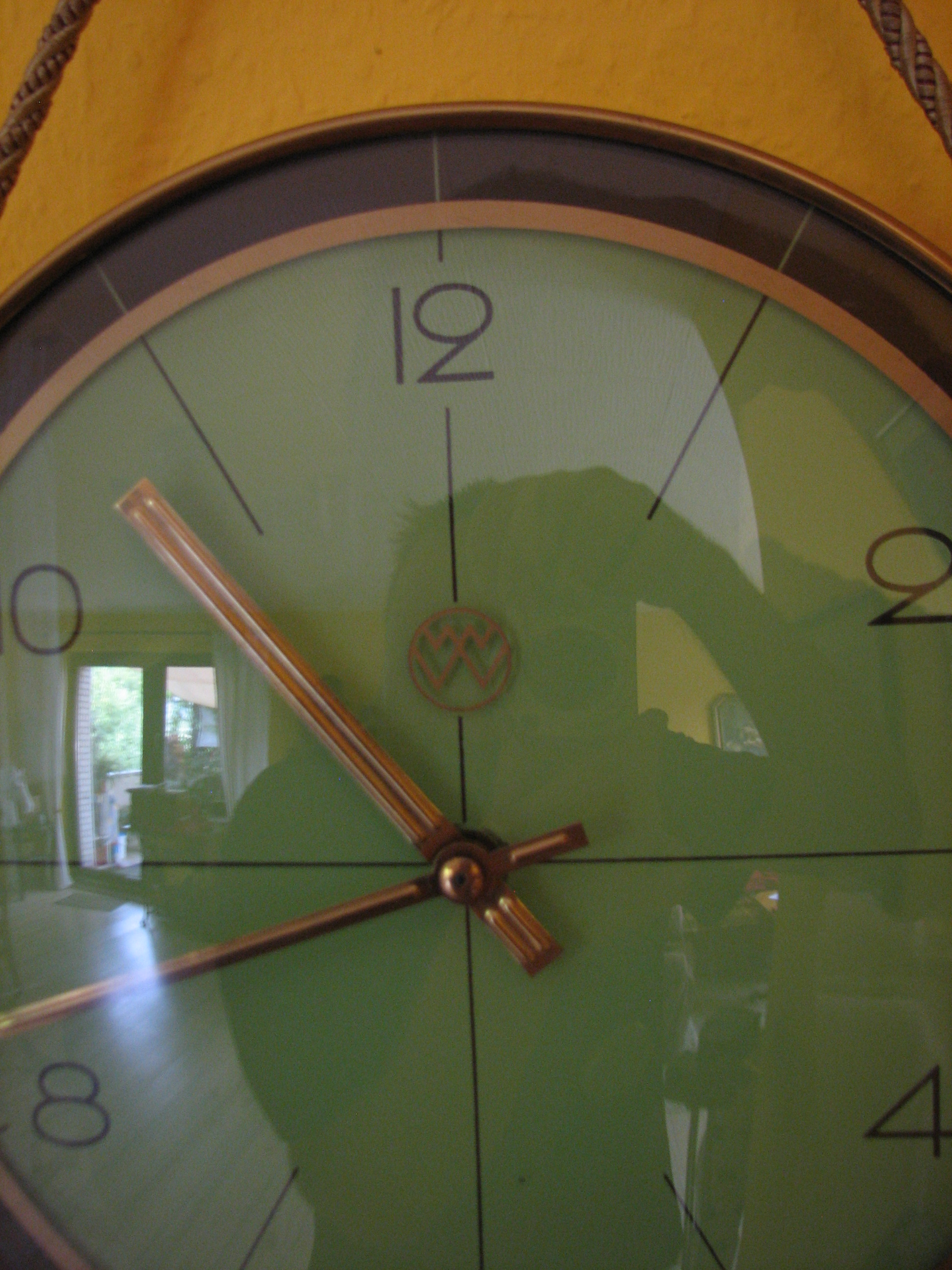
Wand-Uhr mit Aufziehwerk, Detailaufnahme mit Markenzeichen

Das VEB Uhrenwerk Weimar war nach dem Weimar-Werk eines der überregional bekannten Industrie-Großunternehmen in Weimar. Nördlich des Hauptbahnhofs angesiedelt, hatte es zuletzt etwa 2000 Beschäftigte und gehörte zum VEB Kombinat Mikroelektronik Erfurt.

## Geschichte
Gegründet am 1. Juli 1950 als VEB Feingerätewerk Weimar, wurden dort von zunächst 24 Beschäftigten Weckergläser und Büroartikel gefertigt. 1951 begann die Produktion des sogenannten „Weimar Weckers“. Die Zahl der Beschäftigten stieg bis 1953 auf rund 350.
Zwischen 1953 und 1956 erfolgte die Eingliederung in den Verband des VEB Carl Zeiss Jena als selbstständiger Betriebsteil. Dort wurden beispielsweise das Tonkinogerät TK35, der Schmalfilmprojektor „Weimar“ und „Weimar II“, der Handbelichtungsmesser WeimarLux sowie Großuhren hergestellt. 1956 gab es rund 1000 Beschäftigte. 1956 folgte die Ausgliederung aus dem Verband des VEB Carl Zeiss Jena, das Werk wurde wieder selbstständiger Betrieb.
Zwischen 1958 und 1959 wurde mit Ausrichtung auf zwei Schwerpunkt-Aufgaben intern umstrukturiert:
- Aufbau der Fertigung von vergoldeten Uhrengehäusen für die DDR-Uhrenproduktion
- Fertigung von Belichtungsmessern und sämtlicher Einbaubelichtungsmesser sowie Messwerke für Kino- und Fotokameras der DDR

Zum 1. Januar 1960 wurde der Betrieb in die Vereinigung Volkseigener Betriebe (VVB) Mechanik eingegliedert. Es wurde eine hochwertige Furniturenfertigung für Zifferblätter und Zeiger für die DDR-Uhrenproduktion aufgebaut, die zuvor – wie auch der überwiegende Teil vergoldeter Uhrengehäuse – vorwiegend aus der Bundesrepublik Deutschland und teilweise aus Frankreich kamen.
Im Jahre 1967 ging es weiter mit der Eingliederung des damaligen Uhrenwerkes Weimar in das am 1. März 1967 gegründete VEB Uhren- und Maschinenkombinat Ruhla. Gleichzeitig begann die Eingliederung und Schaffung neuer Fertigungsbereiche in Blankenhain (1967), Gotha, Bad Berka, Frankenberg, Höckendorf, Chemnitz (damals Karl-Marx-Stadt) und Dresden. Die Anzahl der Beschäftigten stieg bis 1976 auf rund 1500. 1987 wurde das neue Wohnraumuhrwerk UWW 57 vorgestellt.
Im Jahre 1990 wurde im Zusammenhang mit der Entflechtung und Privatisierung der Volkseigenen Kombinate und Betriebe der DDR das Uhrenwerk Weimar aus dem VEB Uhren- und Maschinenkombinat Ruhla herausgelöst und kam unter die Verwaltung der Treuhand. Damit endete die Geschichte des Betriebes in Weimar mit zuletzt etwa 2000 Beschäftigten, der rund 40 Jahre ein wichtiger Bestandteil der DDR-Uhrenproduktion war.
Im Jahre 1996 wurde die Abteilung Wohnraumuhren-Fertigung von Bernhard Reichenbach übernommen, und es wurde die Firma Weimar-Uhren gegründet. Das Logo wurde beibehalten.
Am 1. Januar 2006 fand ein Eigentümerwechsel statt: Bernhard Reichenbach übergab die Firma an die langjährige Mitarbeiterin Doris Krause, die die Firma Weimar-Uhren in eine Uhrenmanufaktur umwandelte. 
Im Jahre 2017 erwarb ein deutsch-belgisches Konsortium die Markenrechte an der Bezeichnung Uhrenwerk Weimar für die Produktion von Uhren und brachte im November 2018 eine in Weimar entwickelte Armbanduhrenkollektion auf den Markt. Seit 2020 wurden von der Uhrenwerk Weimar GmbH in Zusammenarbeit mit der UMR Uhrenmanufaktur Ruhla wieder Uhren in Thüringen produziert.
Die Gesellschaft Uhrenwerk Weimar GmbH wurde am 23. Februar 2024 per Liquidation aufgelöst.

## Ausstellung
- Sonder-Ausstellung Uhren aus Weimar – die Geschichte eines Feingerätewerkes im Stadtmuseum Weimar (Bertuchhaus), 27. Februar 2016 bis 4. September 2016.[7][8]

## Bilder von Uhren aus Weimar

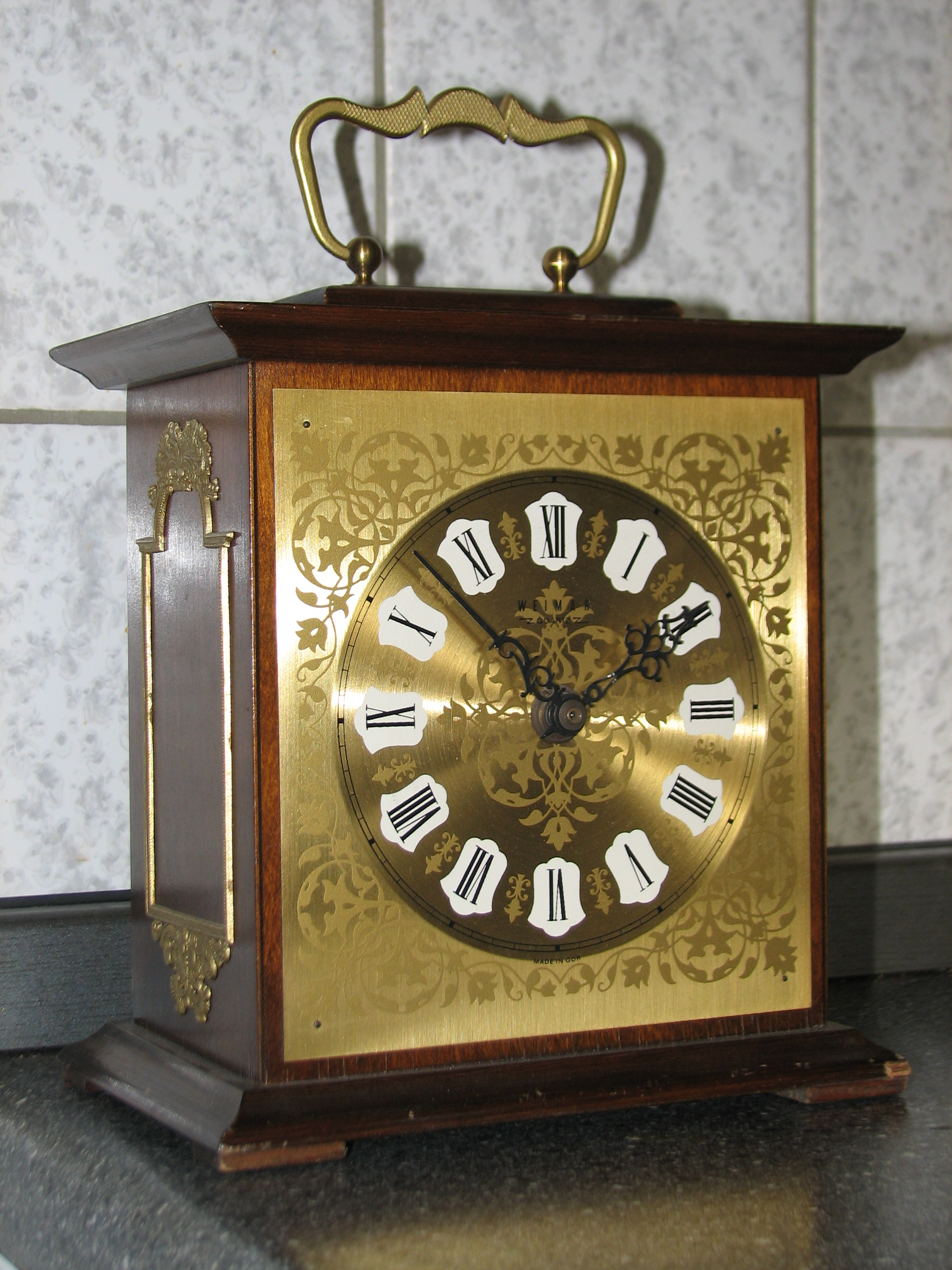
Kaminuhr aus der Produktion des Uhrenwerks Weimar von 1979, Modell 47-22-25-33 mit Quarzuhrwerk Kaliber 47
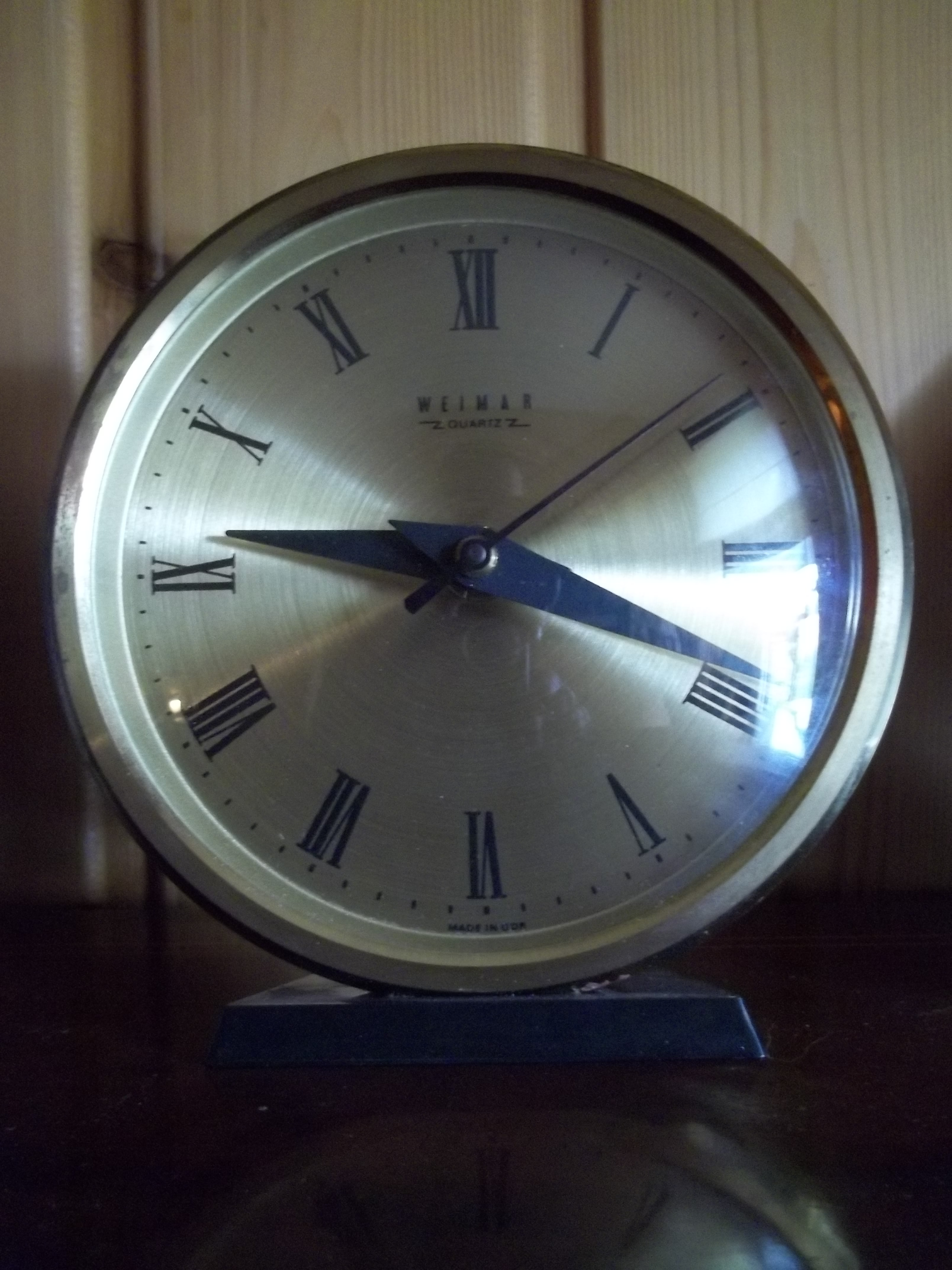
Kaminuhr mit überglastem Messing-Zifferblatt und römischen Zahlen, VEB Uhrenwerk Weimar, 1970er Jahre
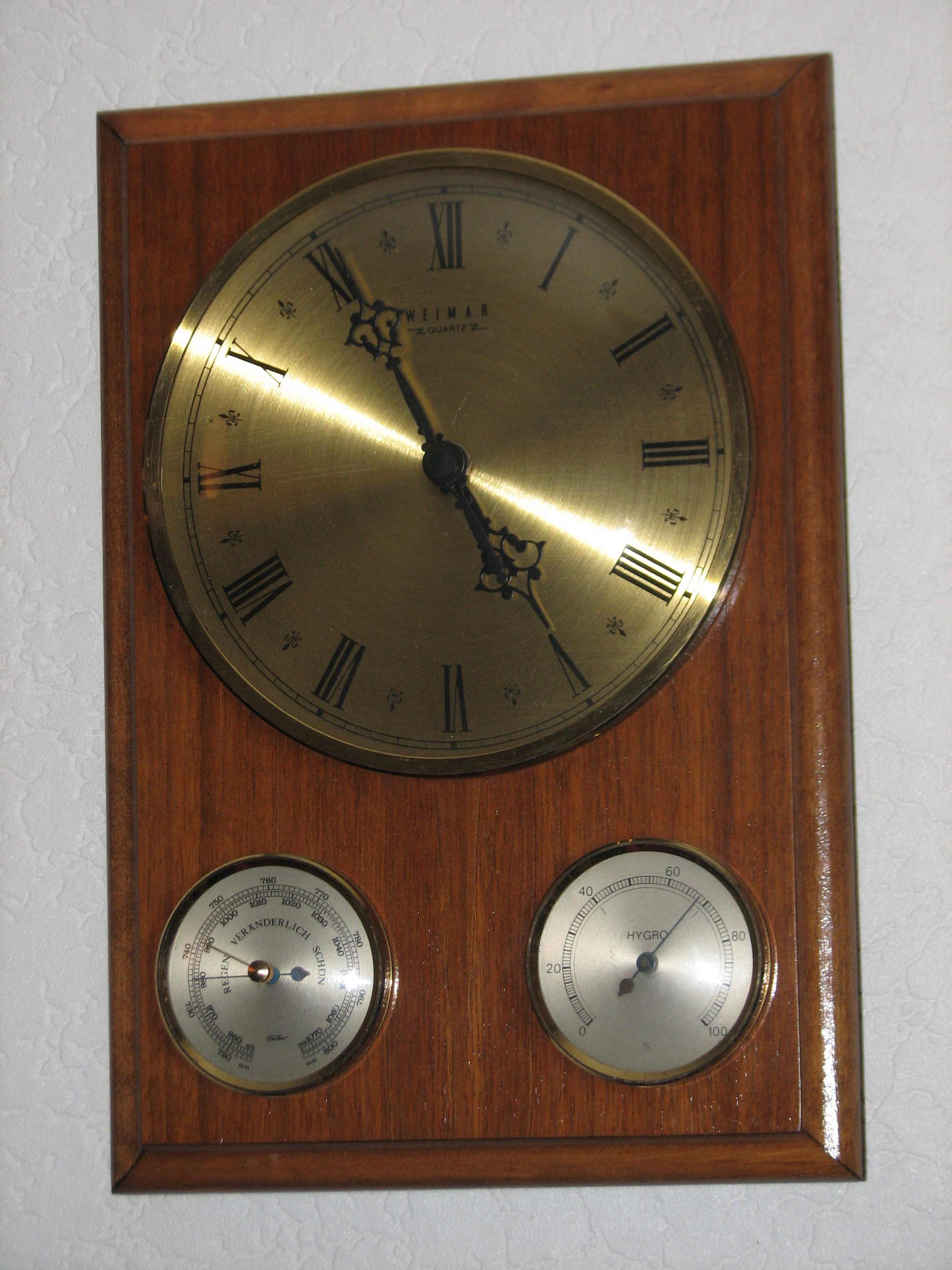
WEIMAR-Wanduhr mit glasüberwölbtem Messing-Zifferblatt, zusätzlich mit Barometer und Hygrometer, etwa 1970
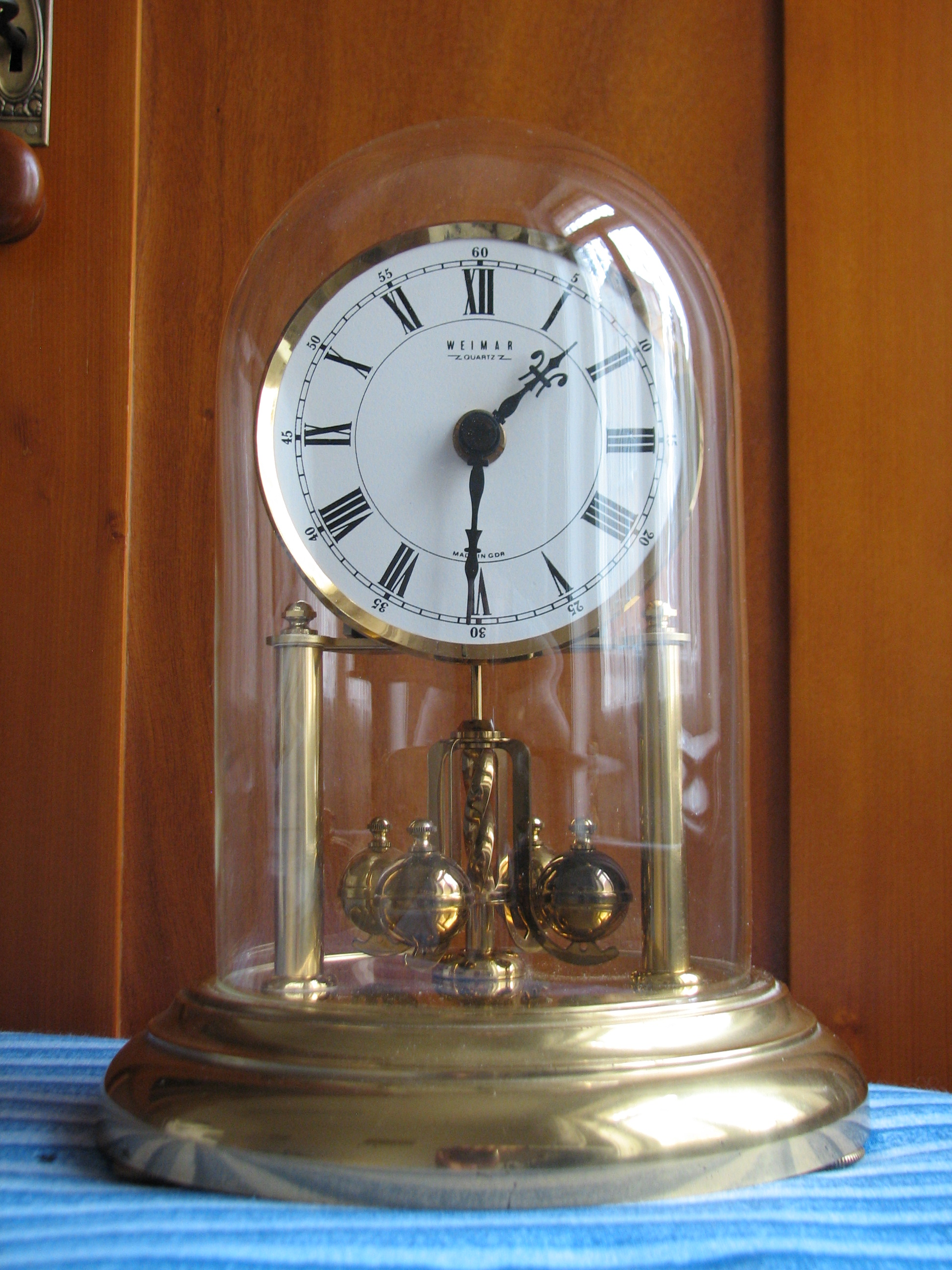
Hochwertige Weimar-Skelettuhr im Retro-Stil mit Drehpendelmechanismus und Glaskuppel aus Jenaer Glas – sie kostete fast 800 DDR-Mark und war die teuerste aus dem VEB Uhrenwerk Weimar
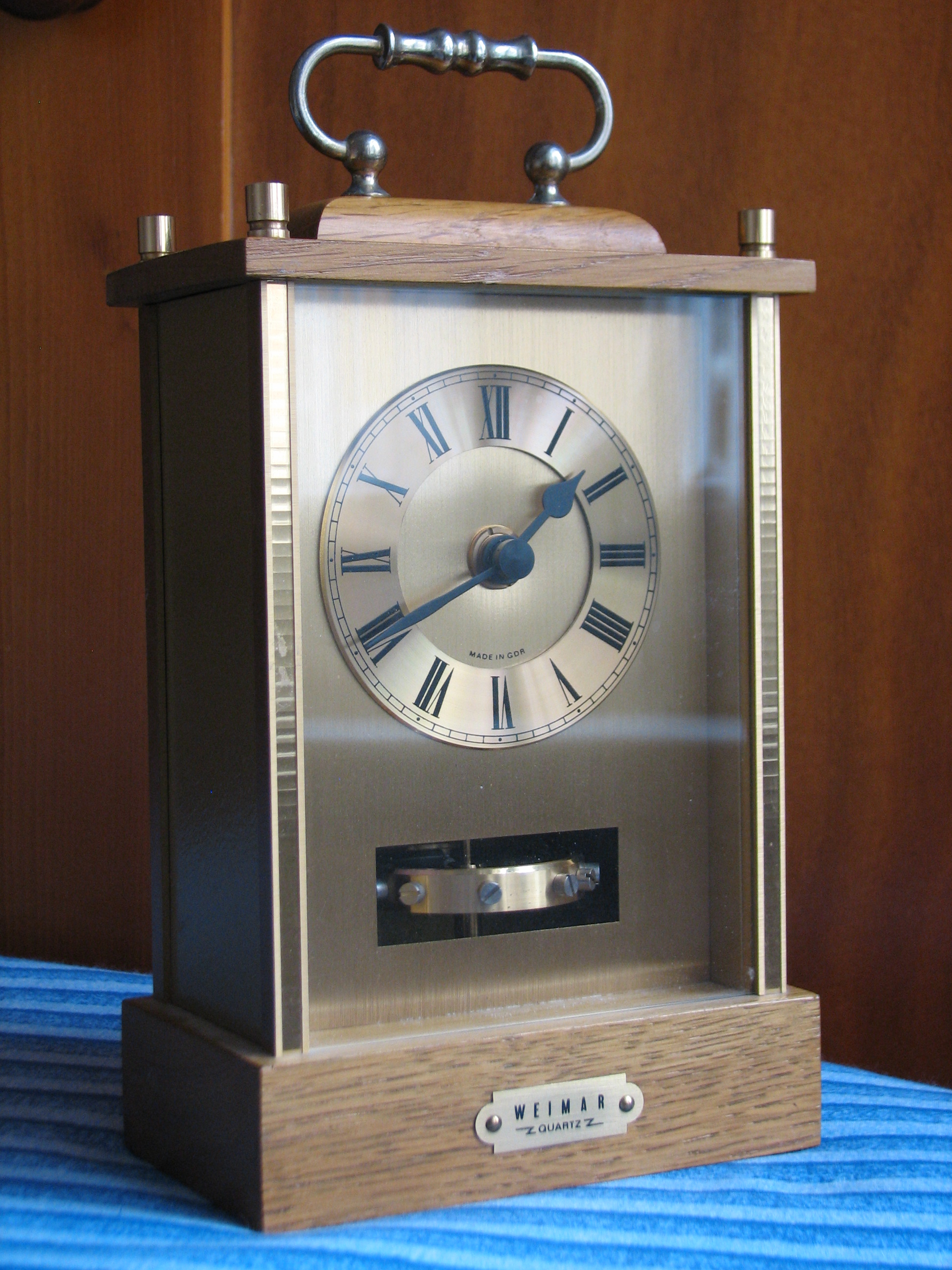
Weimar-Kaminuhr im Retro-Stil mit Drehpendelmechanismus
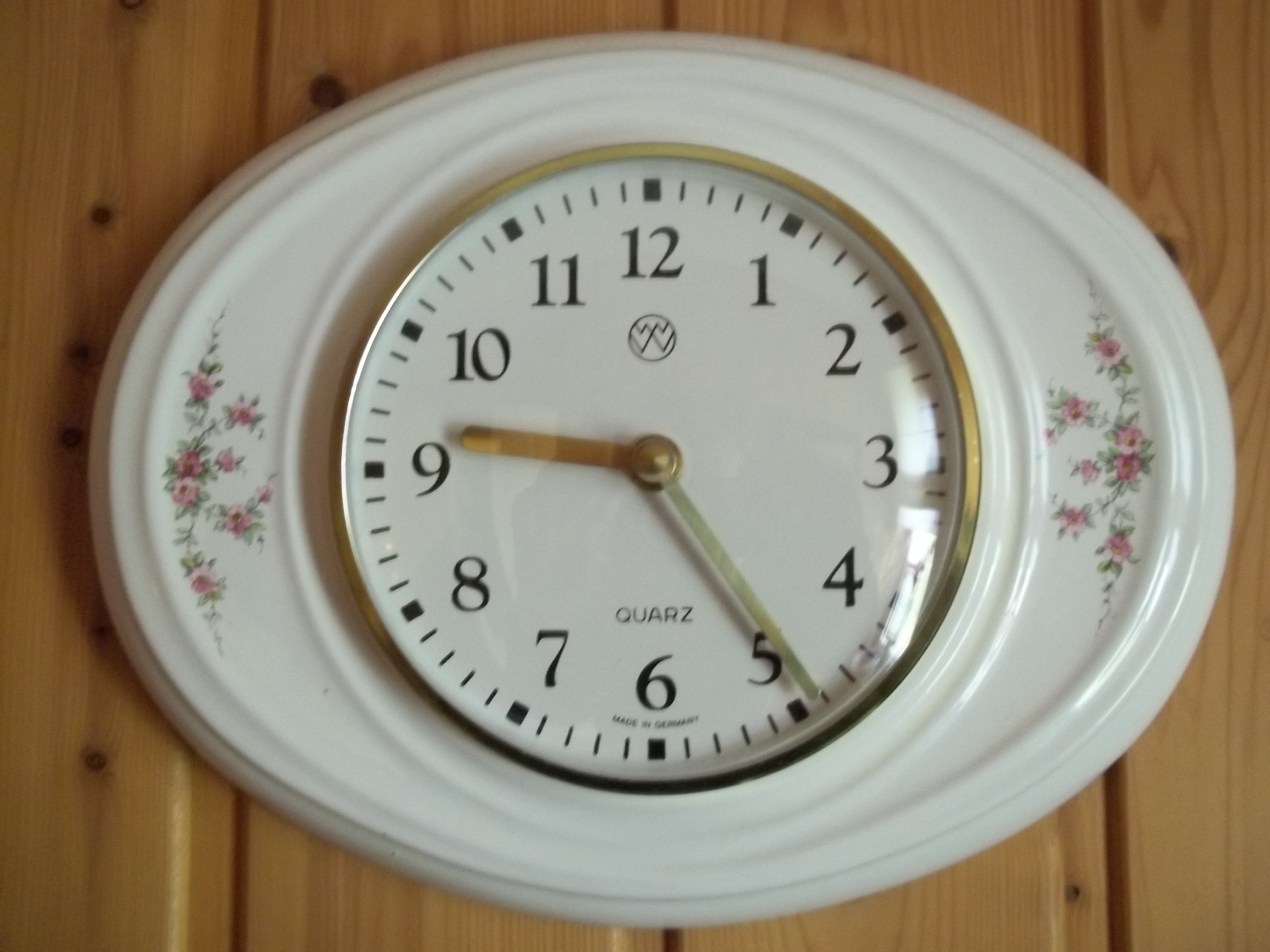
Ovale Porzellan-Küchenuhr mit überglastem Zifferblatt, 1960er Jahre
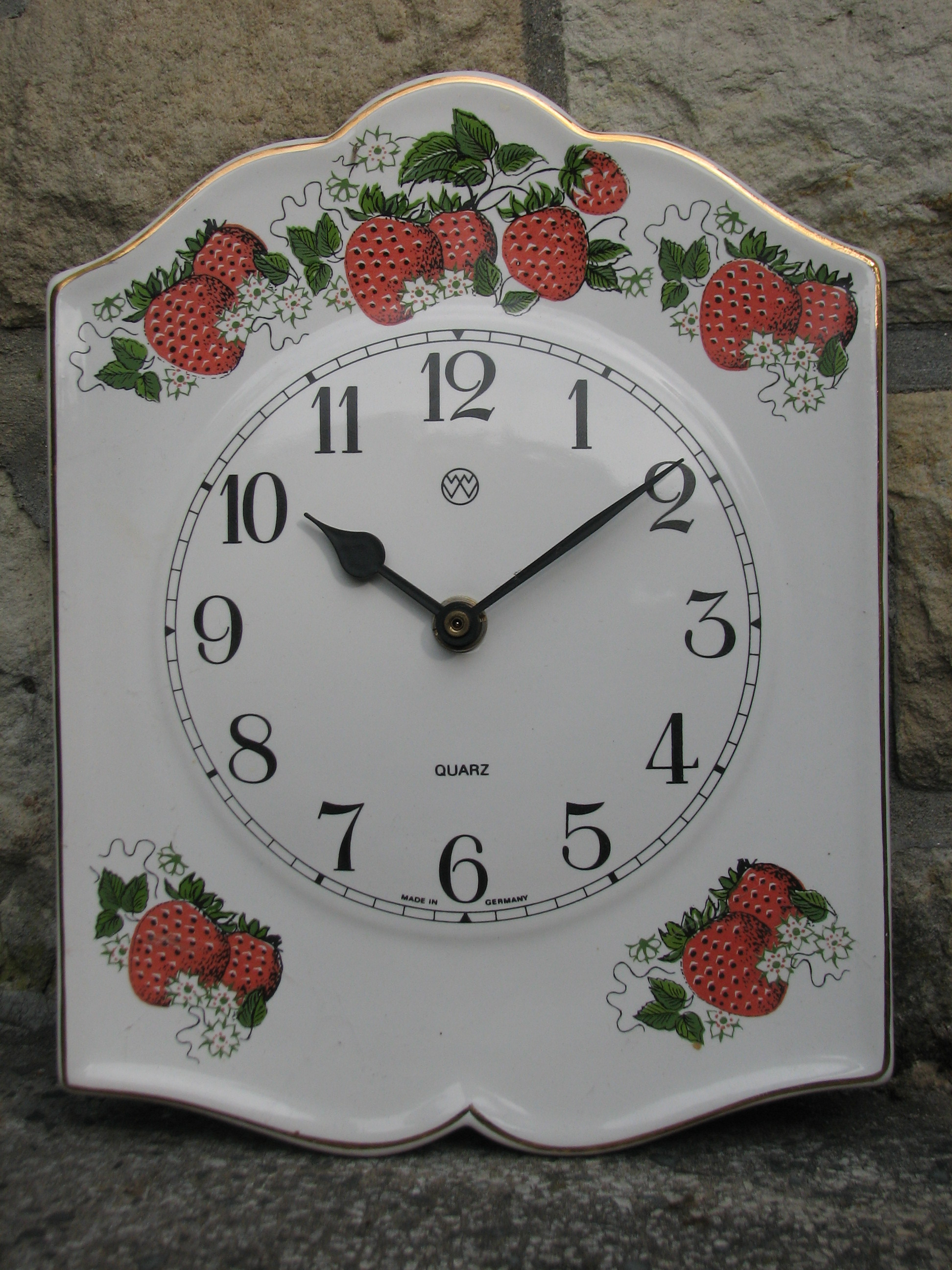
Weimar-Küchenuhr auf weißem, anmutig verziertem Porzellangehäuse, 1960er Jahre, Batterie-Uhrwerk
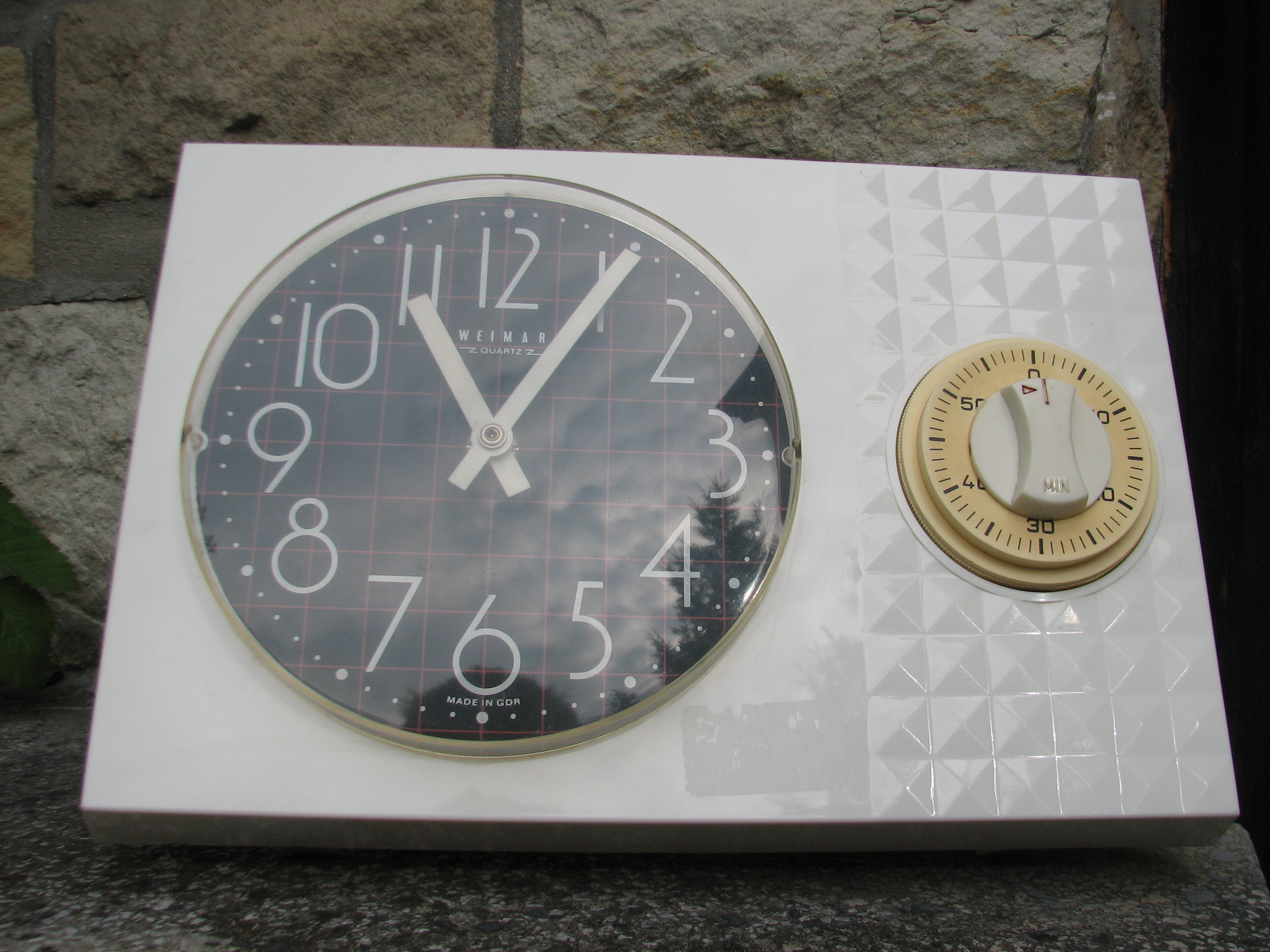
Weimar-Küchenuhr auf weißem Plastikgehäuse, 1970er Jahre, Batterie-Uhrwerk, mit Kurzzeitwecker vom VEB Feinwerktechnik Dresden
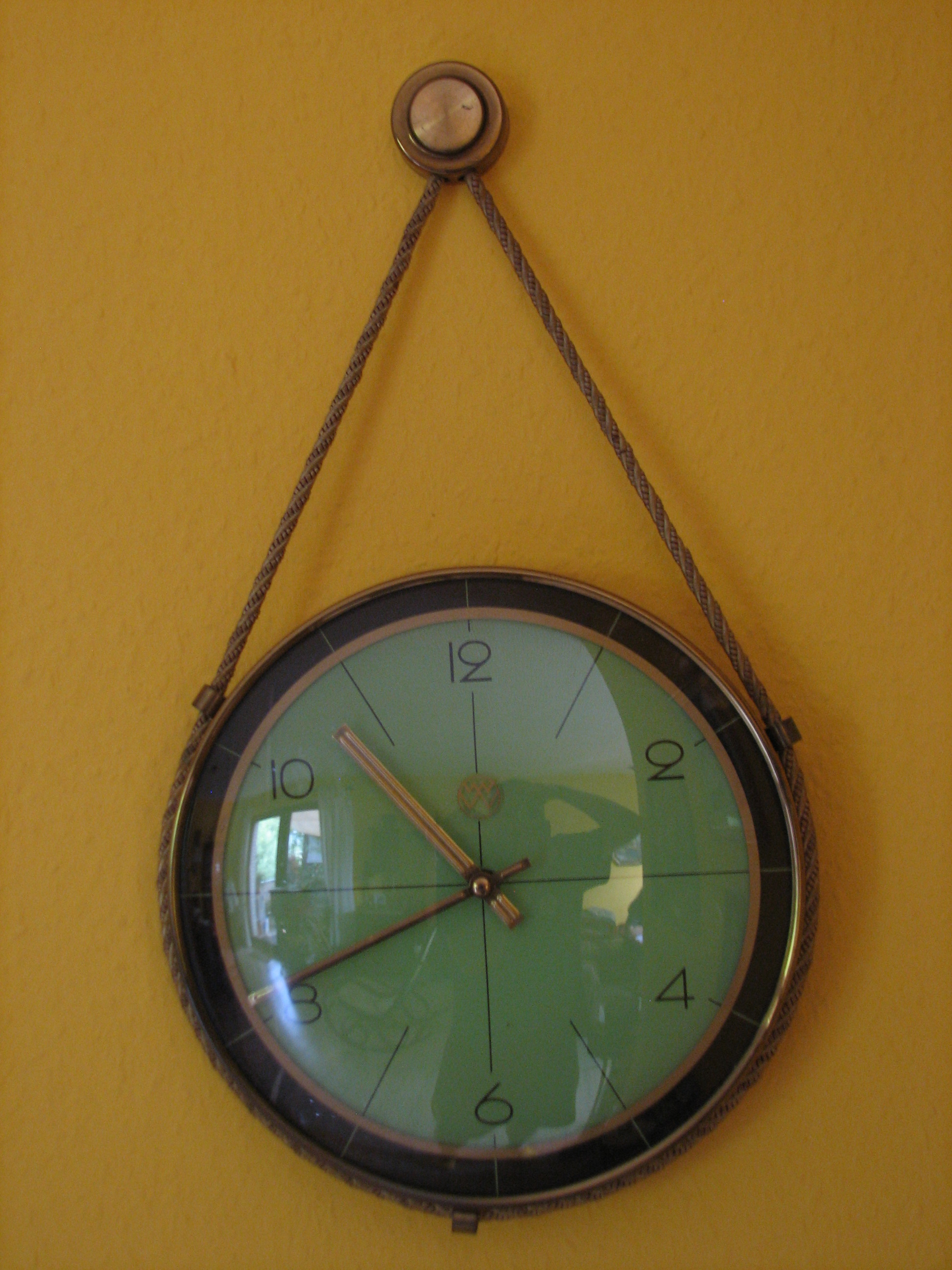
Hochwertige Wand-Uhr aus Weimar, mit Aufzieh-Uhrwerk, 1960er Jahre

## Varia
- Thomas Kemmerich ist einer von zwei Geschäftsführern der Uhrenwerk Weimar GmbH.[11] Im Jahr 2017 hatte ein deutsch-belgisches Konsortium die Markenrechte für die Bezeichnung „Uhrenwerk Weimar“ zur Produktion von Uhren erworben.[12][13] Zum Jubiläum „100 Jahre Bauhaus“ im Jahr 2019 brachte die Uhrenwerk Weimar GmbH eine Henry van de Velde-Uhr als Sonder-Edition heraus.[14]
- Mitte der 1980er-Jahre kam es zur Kooperation von IKEA mit dem Uhrenwerk Weimar. Die Vertreter des Möbel-Konzerns brachten Idee, Muster und Zeichnung von Uhren mit. Resultat war schließlich die Wohnraum-Wanduhr „Myndig“ (Behörde) im Holzdesign, die über die IKEA-Filialen in vielen Wohnungen ihr Zuhause fand. Damals fertigte das Uhrenwerk noch keine Klarsicht-Verpackungen für ihre Produkte. Das änderte sich auf ausdrücklichen Wunsch von IKEA; die Schweden lieferten eine Blistermaschine zur Herstellung der Sichtverpackungen.[15]